# Тенніс Сендгрен
Тенніс Сендгрен (англ. Tennys Sandgren) — американський тенісист.

## Фінали турнірів ATP

### Одиночний розряд: 2 (титул)
| Результат | В-П | Дата     | Турнір                             | Категорія  | Поверхня | Супротивник   | Рахунок            |
| --------- | --- | -------- | ---------------------------------- | ---------- | -------- | ------------- | ------------------ |
| Поразка   | 0–1 | Кві 2018 | U.S. Clay Court Championships, США | 250 Series | Ґрунт    | Стів Джонсон  | 6–7(2–7), 6–2, 4–6 |
| Перемога  | 1–1 | Січ 2019 | Auckland Open, Нова Зеландія       | 250 Series | Хард     | Камерон Норрі | 6–4, 6–2           |

### Пари: 1 фінал
| Результат | В-П | Дата     | Турнір                  | Категорія  | Поверхня | Партнер       | Супротивники             | Рахунок               |
| --------- | --- | -------- | ----------------------- | ---------- | -------- | ------------- | ------------------------ | --------------------- |
| Поразка   | 0–1 | Сер 2019 | Winston-Salem Open, США | 250 Series | Хард     | Ніколас Монро | Лукаш Кубот Марсело Мело | 7–6(8–6), 1–6, [3–10] |